# Yaël Hirsch
Pour les articles homonymes, voir Hirsch.
Yaël Hirsch, née le 19 février 1982 à Massy (Essonne), est une universitaire et essayiste française, fondatrice du magazine d’actualité culturelle Toute la culture. Titulaire d'un doctorat en science politique, elle enseigne à l'Institut d'études politiques de Paris.

## Biographie

### Famille
Petite-fille de Berthe et Sigismond Hirsch, juifs résistants déportés, Yaël Hirsch est la fille de Jean-Raphaël Hirsch,,. Sa mère, Anne Josefsohn est née à Paris de deux parents juifs russes et roumains : Yvette et Benjamin « Nika » Josefsohn.

### Études
Après un Abibac et une hypokhâgne B/L au lycée Janson-de-Sailly, elle intègre l'IEP de Paris, dont elle sort diplômée en 2004. Allocataire de recherche, elle soutient en 2009, une thèse de science politique sur la question de la conversion des juifs au christianisme intitulée Réflexions sur la conversion juive : les implications politiques et sociales du transfert identitaire dans la première moitié du 20e siècle en Europe, sous la direction d’Astrid Von Busekist. Un essai inspiré de cette thèse paraît sous le titre Rester juif ? chez Perrin en 2014. En parallèle, elle soutient un DEA de littérature comparée à la Sorbonne (Paris IV) sur le « Mythe de Salomé au XXe siècle », sous la direction de Jean-Yves Masson. 
Dans le cadre de ses études, elle passe près de deux ans aux États-Unis, à l’université de Chicago (Illinois) à Brown (Rhode Island) et Columbia University, où elle enseigne et écrit sa thèse.

### Carrière
En 2001, Yaël Hirsch crée son premier magazine en ligne avec des amis, Artefact, et s’intéresse à la culture et la création. 
Trois ans plus tard, en association avec ses deux frères, Michaël et Jonathan Hirsch, elle crée la société « En3mots », qui propose, jusqu’en 2007, un résumé cadré quotidien de l’actualité aux jeunes cadres et aux étudiants. 
En 2007, En3mots devient une agence web qui transforme son contenu en blog culturel : « La boîte à sorties ». En 2009, Amélie Blaustein-Niddam rejoint la plateforme qui change de nom pour devenir Toute La Culture. En 2012, Toute La Culture devient un journal en ligne reconnu comme média par le Ministère de la Culture et de la Communication. Yaël Hirsch est directrice de publication de Toute La Culture, où elle écrit quotidiennement. Membre du syndicat de la critique en cinéma, elle participe à plusieurs jurys presse (Paris Cinéma, Arras, Valenciennes). Elle écrit pour Nonfiction et publie également régulièrement des critiques dans le quotidien AOC, collabore au magazine Akadem et est responsable de la rédaction du magazine trimestriel de l’ULIF-Copernic, Hamevasser. 
En parallèle, Yaël Hirsch poursuit son travail d’enseignante, notamment à l’IEP de Paris, où elle donne des cours de sciences politiques et de communication en français et en anglais depuis 2004 et elle publie régulièrement dans des revues destinées aux universitaires. Elle intervient également dans plusieurs universités américaines à Paris (CIEE (en), IES BIA, université de Californie à Paris), des écoles de journalisme (IEJ) et assure un cours sur la politique européenne à l’université de Saint-Quentin-en-Yvelines.
Yaël Hirsch a écrit des paroles de chansons pour Laurent Couson dans le cadre de la comédie musicale Monsieur Luxure et sur l’album Les Raisons de s’en faire.

## Publications

### Ouvrages personnels
- Rester Juif ? Les convertis face à l'universel, Perrin, 2014,  (ISBN 2262036667)[7]

### Ouvrages collectifs
- Toute La Culture à Paris, avec Bérénice Clerc, éditions du Chêne, 2013 :  (ISBN 2812308443)[8]

### Articles
- Entre #balancetonporc et « liberté d’importuner », Le point sur les dérives néo-puritaines et la fracture du féminisme français, Lignes 2018/3 (n° 57), pages 59 à 72
- L'impossible conversion des intellectuels juifs du XXe siècle : ce qu'elle révèle de la judéité et des démocraties d'Europe, Colloque Judéités contemporaines, octobre 2014.
- Les lieux saints du Judaïsme, Sanctuaires, les religions d’hier et d’aujourd’hui à travers 1000 lieux sacrés, dir. GRIMPRET, Matthieu Grimpret, Paris : Laffont, Collection « Bouquins », 2014.
- Nostalgie de la Mitteleuropa et engagement politique, Vies et destins de trois poètes déracinés : Else Lasker-Schüler,  Benjamin Fondane, et Czeslaw Milosz , Raisons politiques n° 41, février 2011.
- La figure littéraire de Max Jacob dans l’œuvre de Maurice Sachs, Cahiers des amis de Max Jacob n°8, 2008.
- Immigrants et réfugiés : les oubliés de l’éducation dans la pensée de Hannah Arendt, Lire Hannah Arendt aujourd’hui, pouvoir, guerre, pensée, jugement politique, L’Harmattan, 2008. Actes du colloque international sur Hannah Arendt qui s’est tenu à l’Université de Lausanne les 11 et 12 mai 2007.
- Lire le poète en temps de détresse : Fondane et Benjamin commentateurs de Charles Baudelaire, Carl Einstein et Benjamin Fondane : Avant-gardes et émigration dans le Paris des années 1920-1930, dir. MEFFRE, Liliane, et SLAZAR-FERRER, Olivier, Peter Lang, 2008, après une présentation au colloque international qui a eu lieu à l’Université de Dijon sur Walter Benjamin les 21 et 22 juin 2007.
- Salomé et le Portier de nuit : une politisation du mythe, dans la revue Oscholars (Oscar Wilde and his Worlds), spécialisée dans la littérature fin-de-siècle[9], 2013.
- Louise Weiss, l’aristo prolo : Un féminisme libéral en dialogue avec le communisme, Aden, Cahiers Paul Nizan, n°6, oct. 2007.
- Czeslaw Milosz : la poésie à l’épreuve du Ghetto, Europe, le miroir brisé, dir. WORMSER, Gérard, Sens Public/ Paragon, 2006.